# 삼양홀딩스
삼양홀딩스는 삼양사, 삼양패키징 등의 자회사를 거느린 지주회사이다. 계열사 지배를 목적으로 하는 지주사업과 함께 무역사업 및 임대사업도 함께 영위한다. 2014년 기준 시가총액 5,000억~7,000억원대의 규모이며 코스피200 구성 종목이다. 본사는 서울특별시 종로구 종로33길 31 (연지동)에 있다.

## 사업
대표적인 계열사인 삼양사는 제당사업을 하며 설탕, 밀가루, 유지 등을 생산한다. 이들 재료로 프리믹스를 제조하여 판매하기도 한다. 프리믹스(Pre-mix ; prepared mix)란 밀가루에 곡분, 유지, 전분 및 각종첨가물을 넣어 만든 도넛가루, 핫케익믹스 등을 의미한다. 제당산업은 성숙기 산업으로 성장성이 낮아 경쟁이 치열하고 이익을 내기 힘들다는 단점이 있다.

## 실적
지주회사인 삼양홀딩스만을 보면 2012년까지는 한해에 1,000억원 이상의 순이익을 냈고, 2013년에는 -262억원으로 순손실을 냈지만, 2014년 3분기까지 503억원의 순이익을 냈다. 다만 전체 그룹의 실적을 보려면 지주회사인 삼양홀딩스 이외에 삼양사 등의 계열사들을 함께 보아야 한다.

## 오해
삼양홀딩스 및 삼양사는 식품사업을 영위하는데다 이름도 비슷하여 종종 삼양라면을 제조하는 삼양식품과 관계가 있는 것으로 오해되곤 한다. 삼양홀딩스 측에서도 이를 알고 있기 때문에, 자사 홈페이지의 FAQ(자주묻는질문) 코너에 자신들은 삼양식품과 아무런 관련이 없음을 밝히고 있다.